# حركات إضافية لافاعلة بين الفقرات
الحركات الإضافية اللافاعلة أو السلبية بين الفقرات (PAIVM) هي تقنية تقييم وعلاج فيزيائي للعمود الفقري طورها جيف مايتلاند. يهدف هذا الأسلوب إلى تقييم كمية ونوعية الحركة على مختلف مستويات الفقرات، وعلاج آلام وتيبس العمود الفقري العنقي والقطني.

## التقنية
أثناء التقييم، يهدف أسلوب الحركات الإضافية اللافاعلة للفقرات إلى إعادة إنتاج أعراض المريض، وتقييم الشعور النهائي بحركة العمود الفقري العنقي، وجودة المقاومة، وسلوك الألم في جميع أنحاء نطاق الحركة، وملاحظة أي تشنج عضلي. يطبق المعالج قوة متفاوتة الشدة من الخلف إلى الأمام، إما مركزيًا على النتوء الشوكي، أو بشكل أحادي على العمود المفصلي الأيمن أو الأيسر. تُستخدم تذبذبات ذات سعة صغيرة أقل من المقاومة تقنياً لعلاج الألم، بينما يُعالج التيبس بترددات أكبر بنسبة 50% في المقاومة.

## موانع الاستعمال
يُمنع استخدام هذه التقنية في حالات أمراض العظام، والأورام الخبيثة، والحمل، وقصور الشريان الفقري، والتهاب الفقار اللاصق النشط، والتهاب المفاصل الروماتويدي، وعدم استقرار العمود الفقري، والتهيج الحاد أو ضغط جذر العصب، والإصابة الحديثة بالجلد.

## الأدلة السريرية
أشارت دراسة أجراها أبوت وآخرون عام 2005 إلى أن فحوصات الحركات الإضافية الفقرية اللافاعلة، تُستخدم تقنياً تقييم، تتميز بدقة عالية، ولكنها ليست حساسة، في الكشف عن عدم استقرار الفقرات القطنية. وأشارت دراسة أجراها واتسون وتروت عام 1993 إلى أن فحوصات موثوقة في تحديد مفاصل الفقرات المصحوبة بأعراض عند تقييم الصداع العنقي.